# FIFA 09
FIFA09 ワールドクラスサッカー（またはFIFA09）はエレクトロニック・アーツ（EAスポーツ）から2008年10月に発売された。